# Dave Brown (Karikaturist)
Dave Brown (geboren 4. Dezember 1957 in Barnehurst, London) ist ein britischer Karikaturist.

## Leben
Dave Brown ist Sohn eines Lehrers. Er studierte von 1976 bis 1980 Malerei an der Leeds University und arbeitete nach der Graduierung bis 1983 als Kunstlehrer im Strathcona Social Education Centre in Wembley. In dieser Zeit veröffentlichte er erste Cartoons in einer lokalen Zeitschrift. Brown versuchte sich dann als freischaffender Maler. Im Jahr 1989 gewann er einen Preis für politische Karikatur der Sunday Times und arbeitet seither als Karikaturist für die Presse. 
Seit 1996 ist er mit einer Unterbrechung politischer Karikaturist für die Tageszeitung The Independent und veröffentlichte daneben auch Sportkarikaturen in Daily Express und Mail on Sunday, sowie Karikaturen zu verschiedenen Themen in The Guardian, The Scotsman, New Statesman, Sunday Times, Prospect, Economist und Financial Times.
Brown bezeichnet sich als einen „visuellen Journalisten“ (visual journalist). Er arbeitet mit Feder und Tusche, manchmal auch mit Wasserfarben, auf Bristolpapier oder auch auf Papier. Als Karikaturist braucht er Gesichter mit auffälligen Eigenschaften. Sein historisches Vorbild ist James Gillray. Karikaturisten der Gegenwart, die er schätzt, sind der 2010 gestorbene Zeichner des Guardian Les Gibbard und Ralph Steadman. 
Seine Beiträge lösen mitunter, auch in der eigenen Zeitungsredaktion, Kontroversen aus. Seine im Independent veröffentlichte Scharon-Karikatur wurde 2003 öffentlich scharf kritisiert und wurde vor die Press Complaints Commission (PCC) gebracht, die allerdings im Interesse der Pressefreiheit die Beschwerde zurückwies.
Brown setzt auf die aufklärerische Kraft seiner Karikaturen, indem er Kaiser nicht nur ohne Kleider, sondern auch mit einem kleinen Penis zeigt. Dem Gesundheitsstaatssekretär John Reid dichtete er immer wieder eine Zigarette an, nachdem sich dieser für eine Antiraucherkampagne eingesetzt hatte.
Brown wurde 2002 vom Cartoon Art Trust als Karikaturist des Jahres ausgezeichnet. 2003 erhielt seine Sharon-Karikatur die Auszeichnung Political Cartoon of the Year.

## Artikel (Auswahl)
- Satire or Antisemitism? The Cartoonist Writes, The Independent, 31. Januar 2003, S. 6
- Mightier than the sword, The Independent, 18. Juni 2008, Extra S. 2
- I'm pleased when they hate how I draw them, The Independent, 26. Januar 2009, S. 12
- We've only just begun to value his genius, The Independent, 16. Dezember 2009, S. 14

## Ausgaben
- An Independent Line: Cartoons from The Independent. Political Cartoon Society, 2008
- Rogues' Gallery, 2007
- Rogues' Gallery: More Misused Masterpieces, 2009